# Ханенко Варвара Ніколівна
Варвара Ніколівна Ханенко, до шлюбу Терещенко (9 серпня 1852, Глухів — 7 травня 1922, Київ) — українська колекціонерка, меценатка.

## Біографія
Народилася 9 серпня 1852 року в Глухові в родинному маєтку Терещенків. Старша дочка відомого цукрозаводчика, мецената й колекціонера Ніколи Артемовича Терещенка. Одержала домашню освіту, цікавилася, як і батько, мистецтвом.
Одружилася з Богданом Ханенком — промисловцем, колекціонером української старовини і творів мистецтва, археологом і меценатом. Була однодумицею та соратницею чоловіка в колекціонуванні предметів мистецтва.
У 1904 році у своєму маєтку в селі Оленівці Васильківського повіту Київської губернії організувала для дітей ремісничу школу. Вироби майстрів неодноразово представлялися на виставках у Києві, Санкт-Петербурзі, де були відзначені золотою медаллю.
Варвару Ханенко було обрано головою комісії Київського художньо-промислового й наукового музею з організації першої Південноросійської виставки кустарних виробів, що відбулася у 1906 році. У 1907 році вона стала однією із ініціаторів утворення й діяльною членкинею Київського кустарного товариства. На Всеросійській виставці в Києві в 1913 році влаштувала окремий павільйон, де було представлено продукцію шести кустарних майстерень, заснованих і утримуваних нею.
Разом із чоловіком колекціонувала пам'ятки західного й східного мистецтва, на основі яких подружжя заснувало приватний музей. Після смерті Богдана Ханенка в 1917 році колекція, згідно з його волею, перейшла у власність Варвари Ханенко, а після її смерті мала перейти у власність Києва для організації загальнодоступного музею. Ханенко мусила впорядкувати колекцію й підготувати її до перетворення на музей. Та найважливішим завданням було зберегти зібрання в надзвичайно непростий час. Через Першу світову війну вона змушена була евакуювати значну частину зібрання з Києва до Москви, до Історичного музею. У 1921 році добилася повернення колекції до Києва. При цьому три десятки картин безслідно зникли, повністю було пограбовано квартиру в Санкт-Петербурзі, де зберігалися прекрасні твори мистецтва. Ханенко відмовилася від пропозиції переїхати до Німеччини й відкрити там музей на привілейованих умовах. Вона звернулася до Української академії наук із проханням прийняти від неї в дар усі художні багатства, але з урахуванням умови Богдана Івановича: зібрання має називатися «Музей Богдана Івановича та Варвари Ніколівни Ханенків». Однак науковий комітет Головосвіти «через відсутність за Ханенком революційних заслуг» просив Академію наук «віднайти більш відповідну особу для назви колишнього музею Ханенка». Врешті-решт, було затверджено компромісну назву — Музей мистецтв Всеукраїнської академії наук ім. Б. І. та В. Н. Ханенків. У 1999 році музею повернуто його первісну назву — Музей мистецтв імені Богдана та Варвари Ханенків.

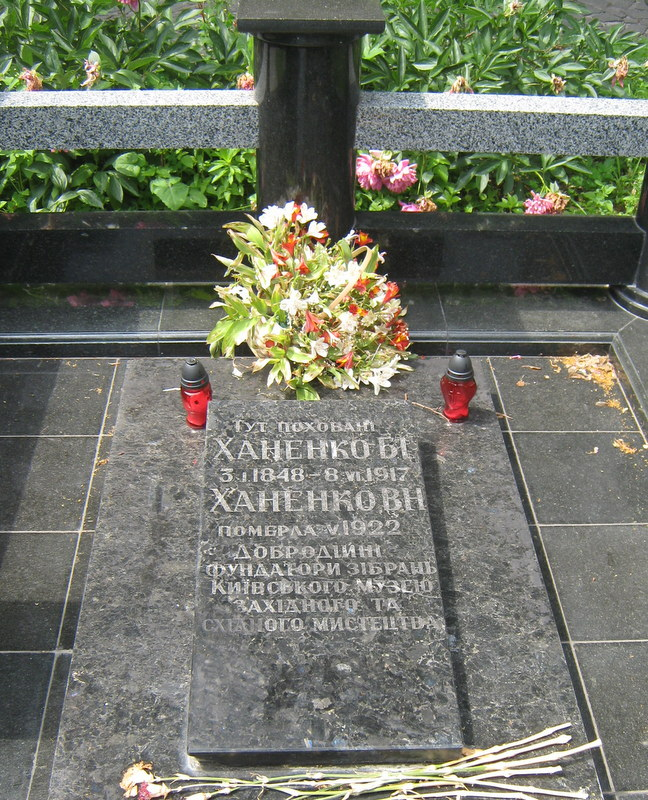
Могила Богдана і Варвари Ханенків

Померла 7 травня 1922 року. Похована в Києві на цвинтарі Видубицького монастиря поруч із чоловіком.